# In Visible Silence
In Visible Silence ist das zweite Studioalbum der britischen Popband The Art of Noise aus dem Jahre 1986. Es war die erste Veröffentlichung, bei der die Mitglieder der Band Anne Dudley, J. J. Jeczalik und Gary Langan, im Zuge des Weggangs von ZTT Records, dem damaligen Label, verantwortlich zeichneten.
Eine gleichnamige Laserdisc wurde ebenfalls 1986 veröffentlicht. Sie enthält einige Videos von Songs der Alben (Who’s Afraid of) The Art of Noise und In Visible Silence.

## Geschichte
Durch das Zerwürfnis mit ZTT Records verlor die Band neben dem Plattenvertrag auch Trevor Horn als Produzenten und Paul Morley als Sprachrohr. Horn war nur noch an der Komposition des Liedes Beatback beteiligt. Die verbleibenden drei Bandmitglieder gründeten mit China Records ihr eigenes Plattenlabel und konnten mit Chrysalis Records eine Vertriebsfirma gewinnen. Ende 1985 wurde die Single Legs veröffentlicht, die sich in den Hitparaden aber nicht platzieren konnte. Im März 1986 gelang der Band mit Duane Eddy, einer Twanglegende aus Nashville, und der Neuaufnahme des von Henry Mancini komponierten Hits Peter Gunn von 1960 ein kommerzieller Erfolg. Der Erfolg führte zu Kompositionen für Fernsehserien und Werbespots, in deren Fahrwasser das Album produziert wurde. Nach Abschluss der Aufnahmen trennte sich Langan von der Band, um eine Karriere als Musikproduzent zu starten. The Art of Noise veröffentlichte mit Paranoimia eine weitere Single, die vor allem durch die Mitwirkung des computeranimierten Ansagers Max Headroom auch in den USA bekannt wurde.
Der Albumtitel ist ein Wortspiel: „In Visible Silence“ bedeutet eigentlich „in sichtbarer Stille“, „invisible“ bedeutet jedoch „unsichtbar“. Der Albumtitel bedeutet übersetzt daher etwa „un sichtbare Stille“ und spielt auf die Vermarktung der Band an, bei der die Band nicht offen in Erscheinung trat und bis 1986 (Auftritt im Hammersmith Odeon, London) nicht live auftrat.

## Titelliste

### Seite 1
1. Opus 4 – 1:59
2. Paranoimia – 4:46
3. Eye of a Needle – 4:25
4. Legs – 4:06
5. Slip of the Tongue – 1:30
6. Backbeat – 4:12

### Seite 2
1. Instruments of Darkness – 7:12
2. Peter Gunn (featuring Duane Eddy) – 3:55
3. Camilla: the Old, Old Story – 7:23
4. The Chameleon’s Dish – 4:17
5. Beatback – 1:19

Die erste CD-Veröffentlichung der Platte enthielt die 6:01 Minuten Extended Version des Songs Peter Gunn als Bonus-Track. Einige CD-Wiederauflagen des Albums ersetzten die erste Version von Paranoimia durch die Single-Version mit dem Redeanteil von Max Headroom.
Das 1986 erschienene Remix-Album Re-works of Art of Noise enthielt die Single-Versionen von Legs, Paranoimia und Backbeat (welches den neuen Titel Hammersmith to Tokyo and Back erhielt). Das Album wurde in einer kleinen Auflage zusammen mit In Visible Silence im Doppelpack verkauft.

## Charterfolge
Das Album erreichte in den britischen Albencharts Platz 27 und in den Billboard 200 Platz 57. In Österreich erreichte In Visible Silence Platz 11 und in der Schweiz Platz 22. Die Single Legs konnte sich nicht in den Hitparaden platzieren. Peter Gunn schaffte es mit Platz 7 in die britischen Top 10, erreichte in den Billboard Hot 100 Platz 50 und in den deutschen Mediacontrolcharts Platz 17. Der Song wurde 1987 mit einem Grammy für das beste Rockinstrumental ausgezeichnet. Die nach der Album-Veröffentlichung ausgekoppelte Single Paranoimia erreichte in den UK Top 40 Platz 13, in den USA Platz 34 und in Deutschland Platz 33.

## Rezeption
Steven McDonald von allmusic urteilt: “AON hit their stride with the release of this record.” („The Art of Noise nahmen mit der Veröffentlichung dieses Albums erst richtig Fahrt auf.“)